# Josephiella
Josephiella (лат.) — род наездников из семейства Epichrysomallidae (ранее в Pteromalidae) отряда перепончатокрылые насекомые. Индия, США и Европа (страны Средиземноморья). Образует галлы листьев инжира Ficus microcarpa.

## Описание
Мелкие наездники (около 2 мм). Самки с округлой головой. Клипеус двулопастный. Супраклипеальная область хорошо очерчена, субквадратная. Усики прикрепляются к голове над глазной линией. Формула антенн 11(1)53. Скапус короткий, не достигает срединного оцеллия. Затылочный киль отсутствует. Лапки 4-члениковые. Род был впервые выделен в 1994 году индийским энтомологом профессором Текке Куруппате Нарендраном (Калькуттский университет, Индия) по материалам из Индии для типового вида Josephiella malabarensis Narendran, 1994.
- Josephiella malabarensis Narendran, 1994[2]typus — Индия
- Josephiella microcarpae Beardsley & Rasplus, 2001[3]

## Распространение
Встречаются в Южной Азии (Индия), на Гавайях, в Калифорнии (США) и на Канарских островах (Испания). Впоследствии он был зарегистрирован в нескольких европейских странах, таких как Италия, материковая Испания, Мальта, Португалия, Греция и Кипр.